# Bačka Palanka
Bačka Palanka (v srbské cyrilici Бачка Паланка, slovensky Báčska Palanka, maďarsky Palánka) je město v severozápadní části Srbska, v autonomní oblasti Vojvodina, poblíž hranice s Chorvatskem. V roce 2011 zde žilo 28 239 obyvatel. Administrativně je součástí Jihobačského okruhu a historicky součástí regionu Bačka.

## Obyvatelstvo

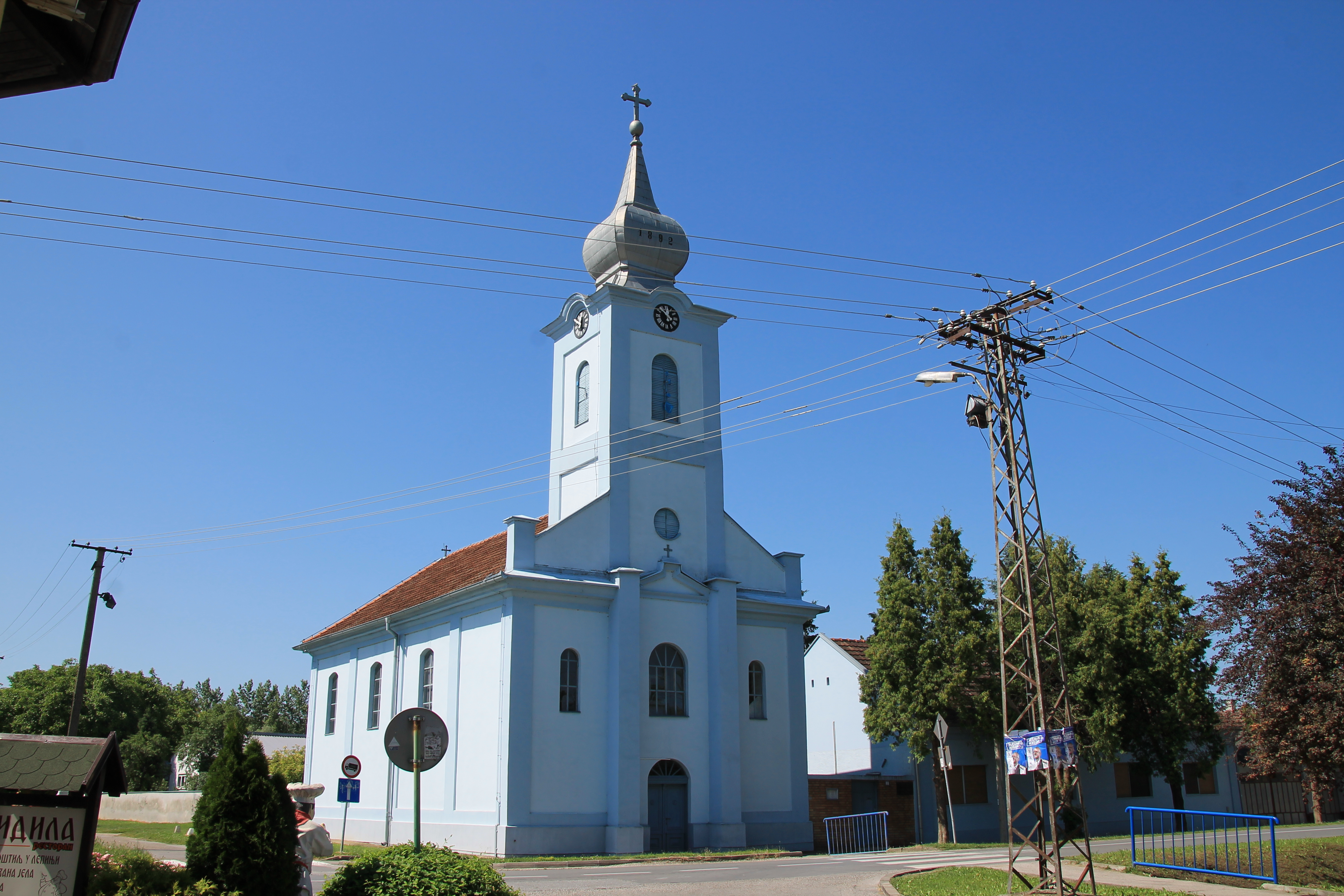
Slovenský evangelický kostel

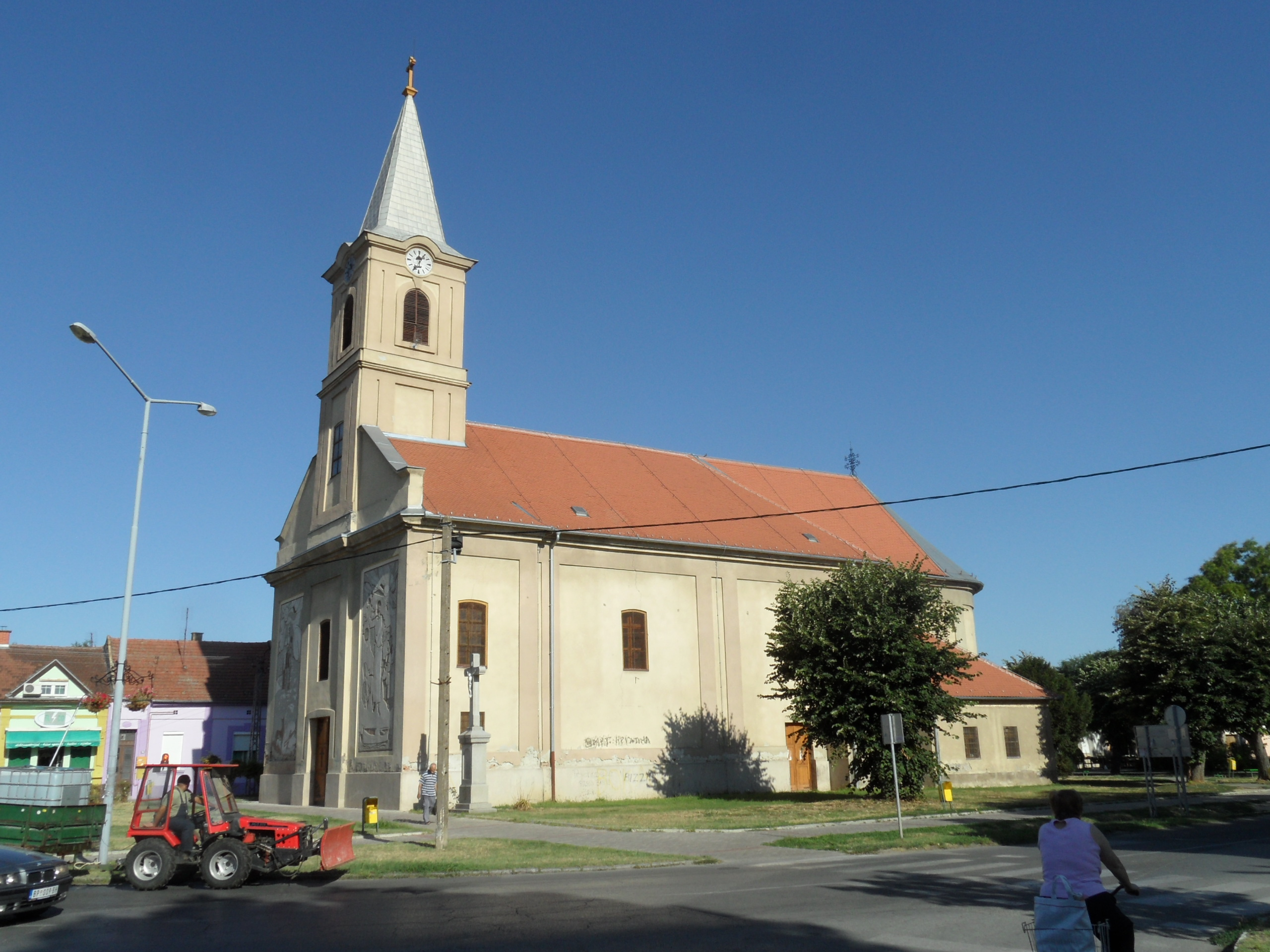
Kostel římskokatolické církve v centru města

Město je spolu s obcemi Hložany a Báčským Petrovcem jedním z center slovenské menšiny, která žije v Srbsku. Do roku 1944 žilo ve městě i německé obyvatelstvo, které však v závěru války své domy opustilo v souvislosti se stahující se německou armádou. 

## Geografie
Bačka Palanka se nachází na břehu řeky Dunaje, jako jedno z nejzápadnějších měst srbské republiky. S nejvýchodnějším městem Chorvatska, Ilokem, je spojena mostem. Přes Bačku Palanku prochází významný silniční tah Novi Sad – Ilok – Osijek.

## Historie
Jisté příměstí Iloku je doloženo poprvé z roku 1486, nejspíše bylo ale zničeno v souvislosti s událostmi a migracemi okolo bitvy u Moháče a postupem Turků. Český cestovatel, který město navštívil roku 1591, si zde povšiml opevnění, návrší a zájezdního hostince. Název města Palanka byl poprvé zaznamenán v roce 1593. Turci zde nechali postavit opevnění s šancemi. Po Karlovickém míru sídlo připadlo Habsburské monarchii (v roce 1687, Turci odešli v roce 1699) a ta jej začlenila pod tzv. Vojenskou hranici (německy Militärgrenze). Díky tomu se zde zvýšil počet obyvatel. Do roku 1720 zde stálo již skoro dvě stě domů.
V roce 1755 byla obnovena místní fara (římskokatolická), roku 1787 byl obnoven místní kostel. Ve stejnou dobu zde vznikl také pravoslavný kostel sv. Jana Křtitele. V 60. letech 18. století zde byla postavena cihelna, později se zde zpracovával tabák. Růst počtu obyvatel si vynutil vznik nových částí města, čímž získala Bačka Palanka podobu typického sídla dnešní Vojvodiny (tehdy jižních Uher) s pravoúhlou uliční sítí, navrženou v 80. letech 18. století. 
Pravoslavné obyvatelstvo je zde poprvé zdokumentováno jako dominantní v 18. století. Historický střed sídla vznikal v dnešní východní části Bačké Palanky. V 40. 70. a 80. letech 18. století se sem dosídlila řada německých rodin a založili novou část města, tzv. Německou Palanku. Ta se na mapách prvního vojenského mapování ještě neobjevovala; teprve až poté se obec rozšířila dále od řeky Dunaje podle v dolních Uhrách již zmíněného a oblíbeného vzorce s pravoúhlými ulicemi. Německou Palanku dokládají mapy třetího vojenského mapování z konce 19. století.
V roce 1792 přišly v rámci pokračují kolonizace nejjižnějších částí Uher i rodiny z oblasti okolí Nitry a místní obyvatelstvo bylo obohaceno i o slovenský prvek. Roku 1826 získala Bačka Palanka právo pořádat velké trhy dvakrát ročně, pravidelný den, kdy se zde konaly trhy týdenní, byla středa. Ve 30. letech 19. století začaly parníky zastavovat i zde. V 80. letech 19. století zde byla postavena tiskárna a na počátku století dvacátého začaly vycházet první noviny. 
Do roku 1916 tvořily město formálně tři separátní obce: Stará Palanka, Nová Palanka a Německá Palanka.
V závěru druhé světové války bylo německé obyvatelstvo vyhnáno. Na konci roku 1945 a začátku roku 1946 přišli do města noví kolonisté. Někteří ještě i v letech 1947 a 1948. Noví obyvatelé Bačky Palanky pocházeli z míst západní části Bosny; okolí měst Bosanski Petrovac, Bosansko Grahovo, Cazin, Drvar a dalších. Do města a jeho okolí (srez, celkem sedm vesnic) se nastěhovalo celkem 15 747 osob; do samotné Bačské Palanky přesněji 3609 lidí z oblasti jižních částí tehdejší Jugoslávie. Nové soužití se starousedlíky nebylo snadné a úřady zavedly řadu kurzů, v rámci nichž se snažili obyvatele z odlehlejších částí Jugoslávie přizpůsobit hospodaření v jiných podmínkách. 
V roce 1965 bylo město zasaženo povodní, kterou způsobil vzestup hladiny řeky Dunaje. Zvýšená hladina řeky byla zaznamenána po dobu 106 dní. Protržen byl již existující protipovodňový val na břehu Dunaje.
Na konci 60. let 20. století probíhaly pokusné vrty v okolí města, které měly najít ropu. Roku 1974 byl otevřen silniční most, který město spojil s nedalekým Ilokem.
V první polovině 90. let přijalo město na hranici s nově nezávislým Chorvatskem okolo pěti tisíc uprchlíků z Chorvatska a Bosny a Hercegoviny. Během bombardování Jugoslávie v roce 1999 bylo zasaženo celkem dvakrát (2. dubna a 27. dubna). Poškozen byl místní most, který byl uzavřen pro osobní dopravu do roku 2002.

## Kultura
Městské muzeum v Bačce Palance shromažďuje okolo 8 000 předmětů. Zdědilo fond po amatérské muzejní sbírce z konce 60. let 20. století. Oficiálně bylo ustanoveno v roce 1983.
Ve městě také sídlí Lidová knihovna Veljka Petroviće (srbsky Narodna biblioteka Veljko Petrović). V její blízkosti se nachází budova katolického kostela, postaveného v 80. letech 18. století. V obdobné době byl postaven také pravoslavný chrám sv. Jana Křtitele.
V blízkosti města se také nachází archeologická lokalita (naleziště) Turski šanac (Turecká šance). Nacházelo se zde keltské oppidum.

## Doprava
V Bačce Palance se nachází také nádraží; město je napojeno na železniční síť prostřednictvím odbočky z tratě regionálního významu Novi Sad - Odžaci - Bogojevo – Erdut – Osijek. V minulosti sem směřovala také trať z obce Bač.
Severně od města je veden silniční obchvat okolo Bačky Palanky. Město nemá napojení na dálniční síť Srbska. Výhledově by sem měla vést rychlostní komunikace z Nového Sadu.
V roce 2014 bylo rozhodnuto o výstavbě silničního mostu přes Dunaj z Bačky Palanky do obce Neštin. Výstavba probíhala v třetí dekádě 21. století.

## Ekonomika

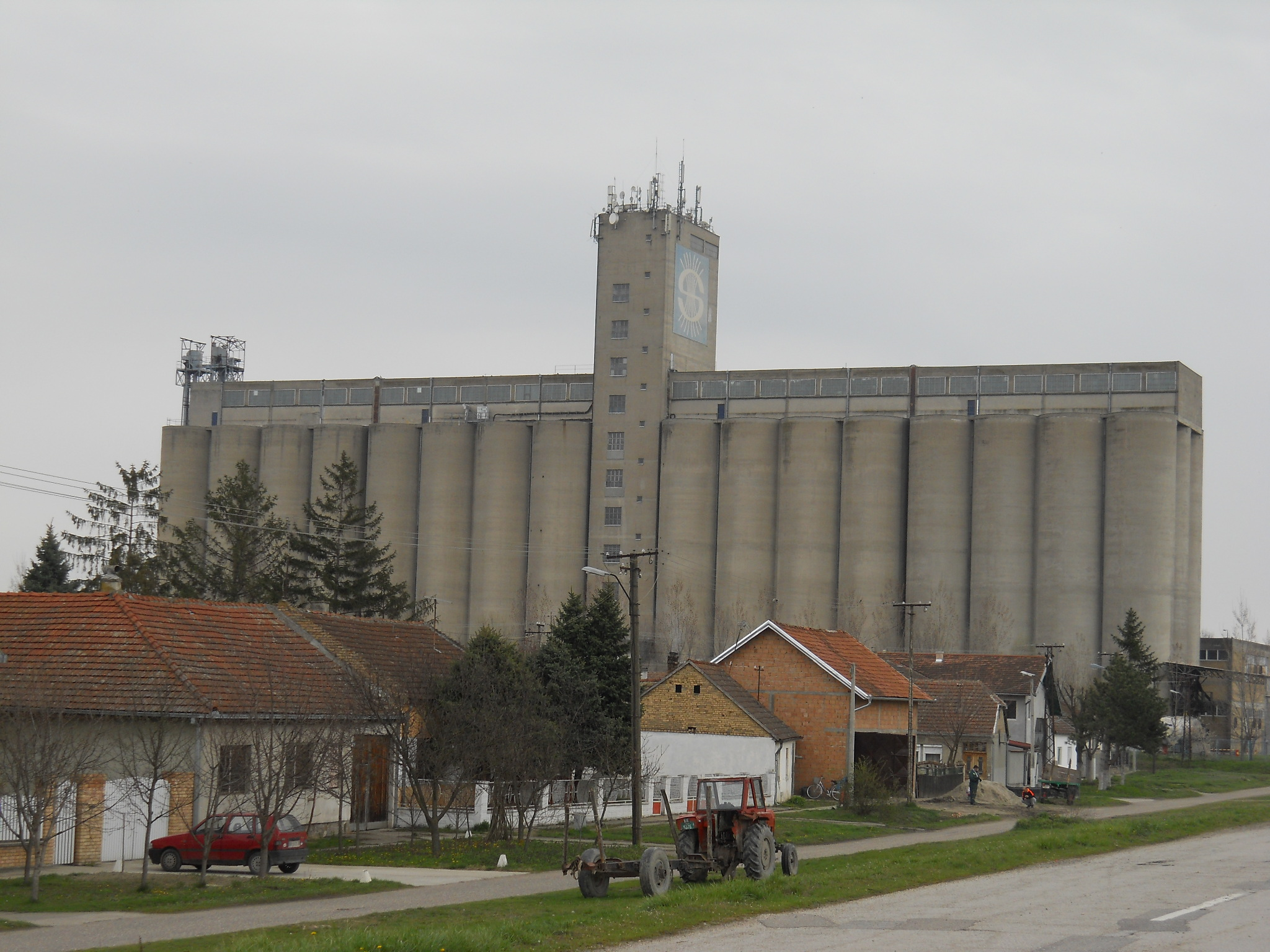
Obilné silo v Bačce Palance.

V Bačce Palance sídlí výrobní závod společnosti Nektar. Dále se zde také nachází továrna na podlahové krytiny a obklady. Mezi další společnosti, které jsou zde přítomné, se řadí  Enia, Sintelon, Tarkett, Dunavprevoz, AD Bačka, Carlsberg, Marina, Majevica, Plattner, Žitoprodukt a Budućnost. Z území celé opštiny Bačka Palanka je zaměstnáno nejvíce lidí ve výrobě, a to okolo pěti tisíc.

## Sport

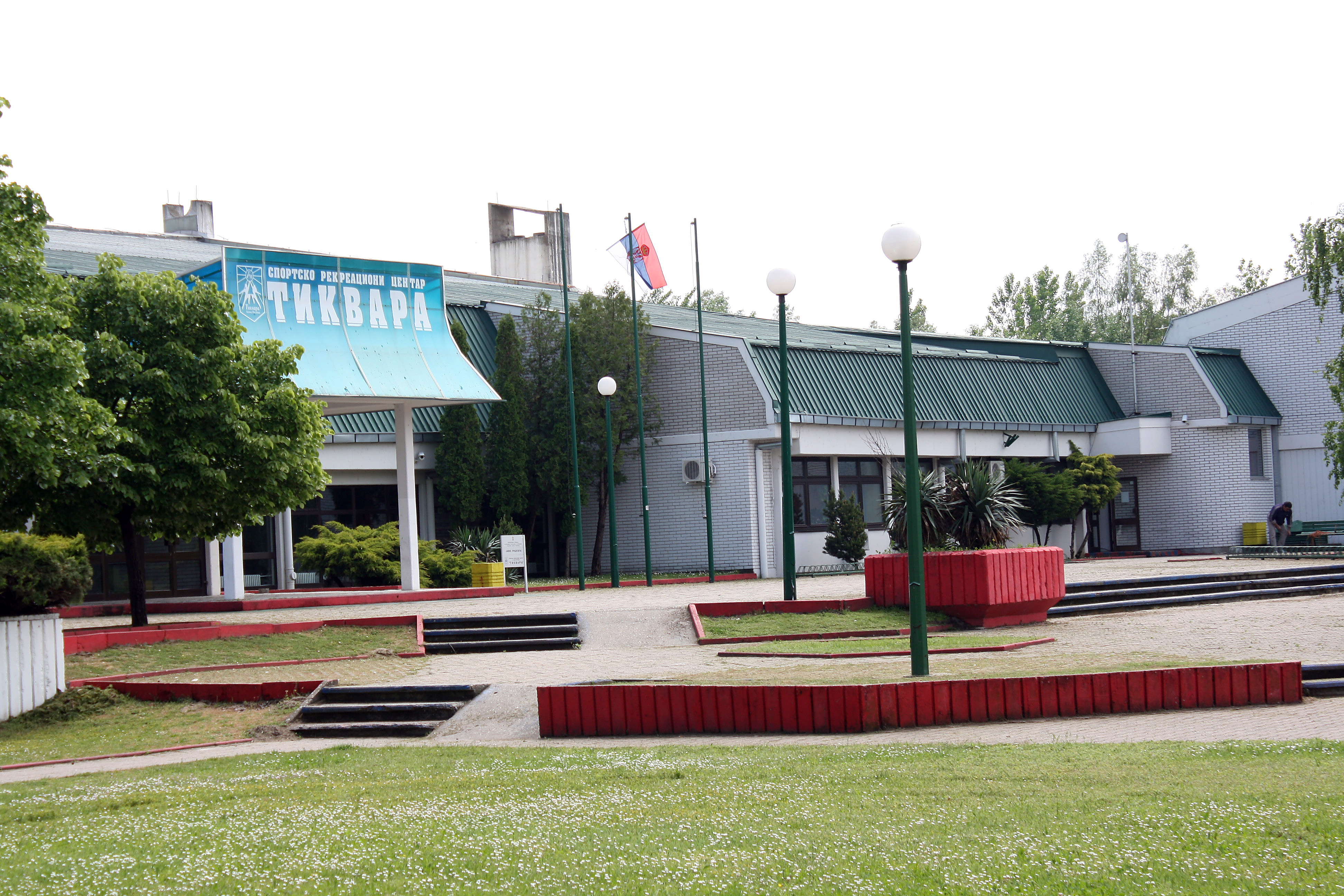
Sportovní centrum Tikvara.

Sídlí zde srbský fotbalový klub FK Bačka založený roku 1945, hraje na stadionu Slavko Maletin Vava s kapacitou 5500 diváků, který byl slavnostně otevřen 7. července 1951. V blízkosti Dunaje se nachází sportovní centrum Tikvara.

## Zdravotnictví
Místní poliklinika (srbsky Dom Zdravlja) nese název po Mladenu Stojanovićovi a umístěna je ve středu města.